# ナガヤタワー
ナガヤタワー(NAGAYA TOWER)は、鹿児島中央駅の近くの鹿児島市上之園町にある「ちょっとかわった賃貸住宅」。外見は一般的な公団住宅、モダンな六階建てマンションのように見えるが、各戸のベランダが「縁側」のようにつながっていて、かつての長屋を現代に再現するようになっている。

## 概要
完成は、2013年4月。その他、1階らはカフェ、コンビニ、クリーニングなどの店の他、児童発達支援事業所、住民の大きな荷物を預かるトランクルームが入り、2013年7月からナポリ通りの子ども食堂も始まった。2階は、シェアハウスになっていて、11世帯が入居し、みんなの共有の台所のと共有スペースがある。共有エリアでは、歌の会、映画会、食事会を開催している。3階から6階は賃貸マンションになっている。全部で26世帯、事人でもシェアハウスでも家族でも入居できる。血縁によらない共同体が、東日本大震災後の日本社会に必要になる」との考えで、建てられた。モデルにしたのは、マザー・テレサがインドにつくったハンセン病患者の村。軽症者が重症者を、高齢者が他人の子どもを世話するなど、相互扶助で成り立つ共同体を目指している。

## 所在地
- 〒890-0052 鹿児島市上之園町3-1 鹿児島中央駅から徒歩5分 駐車場はテクニカルパーク上之園第3駐車場が利用可能。オーナーは、堂園晴彦。隣接する有床「堂園メディカルハウス」の院長。

## 運営会社
株式会社THEM 〒890-0052 鹿児島市上之園町3-1 NAGAYA TOWER 2F 管理人室 